# سائه میازاوا
سائه میازاوا (انگلیسی: Sae Miyazawa؛ زادهٔ ۱۳ اوت ۱۹۹۰)بازیگر، شخصیت تلویزیونی و خواننده پیشین ژاپنی است.